# Метью Мітчем
Ме́тью Мі́тчем (англ. Matthew John Mitcham, *2 березня 1988, Брисбен, штат Квінсленд, Австралія) — австралійський стрибун у воду, Олімпійський чемпіон 2008 року зі стрибків у воду з десятиметрової вишки, який здобув найвищу оцінку одиночного стрибка в Олімпійській історії.
Метью — перший австралійський спортсмен, що здобув золоту олімпійську медаль зі стрибків у воду після Діка Іва, який переміг на літніх Олімпійських іграх 1924 року. Та єдиний відкритий гей, який виборов золоту медаль на літніх Олімпійських ігор 2008 року та єдиний відкритий гей австралієць, що має «олімпійське золото».

## Спортивна кар'єра
У 2009 році на чемпіонаті світу у Римі здобув бронзу на метровому трампліні, поступившись двом китайцям. У 2010 році став чемпіоном кубка світу, що проходив у Чанчжоу. Нагороджений медаллю ордена Австралії.
У 2014 році на Іграх Співдружності Метью виборов в парі з Домоником Бедгудом (англ. Domonic Bedggood) золото в синхронному стрибку з 10 м вишки і два срібла (на метровому трампліні і в синхронному стрибку з 3-метрового трампліну в парі з Грантом Нелом).

## Особисте життя

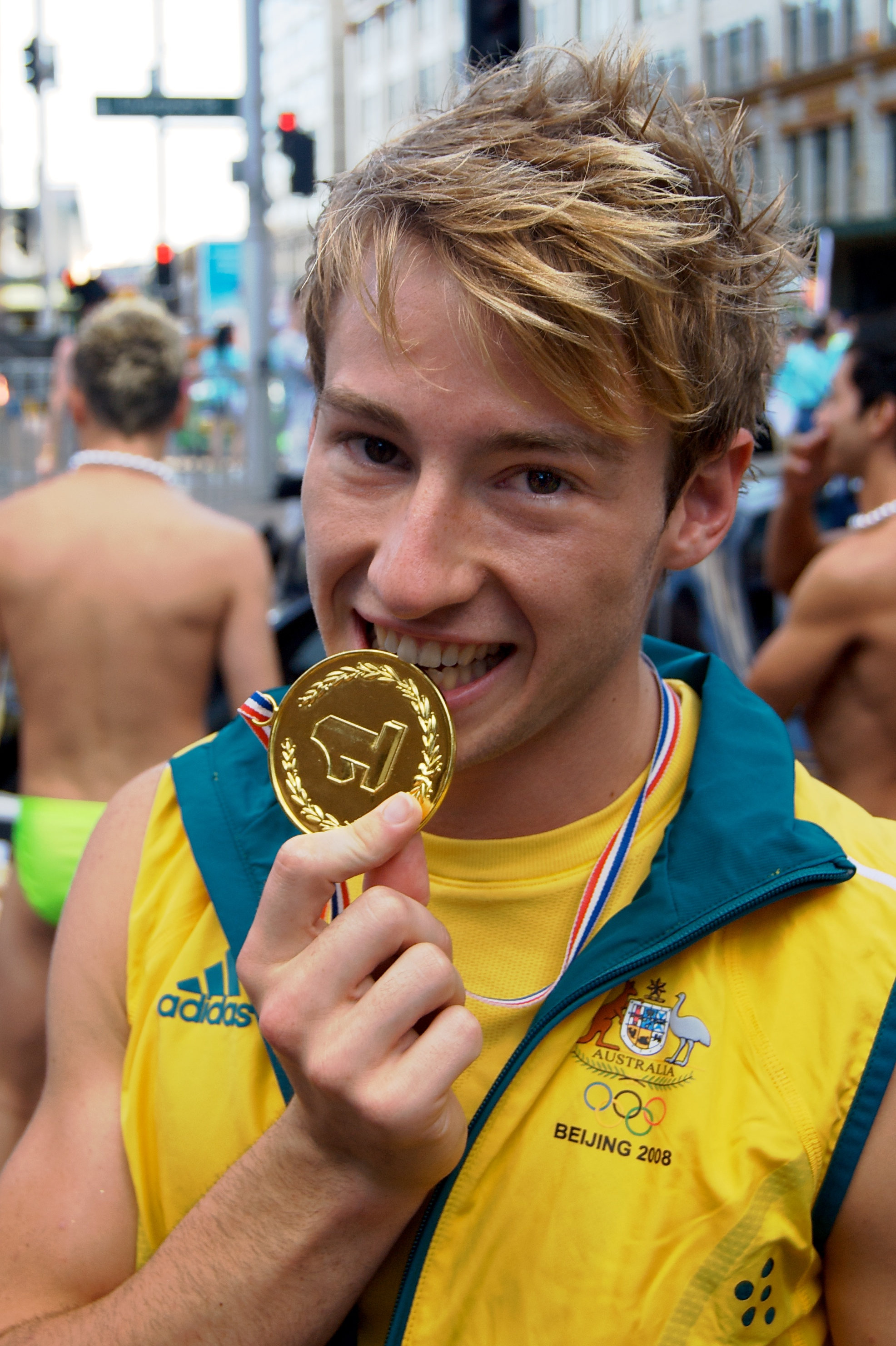
Метью Мітчем на Сіднейському Марді Гра Фестивалі 2009 рік.

Мітчем народився в Брисбені, але живе і тренується в Сіднеї. Він зробив камінг-аут в 2008 році у Сіднейському Вранішньому Віснику(англ. Sydney Morning Herald). "Я не планував це робити взагалі, "говорить Мітчем сьогодні. «Це були прості питання» — на які він відповів, сказавши, що живе зі своїм партнером два роки.
Під час Олімпійських ігор в Пекіні 2008, його фото були розміщені на обкладинці міжнародного гей-видання The Advocate
А у серпні 2008 і березні 2009 років фото Метью були опубліковані в DNA Magazine.
У тому ж 2008 році партнер Мітчема, Лаклан Флетчер (англ. Lachlan Fletcher), узяв участь у літніх Олімпійських Іграх як глядач. Його поїздка була організована за рахунок субсидій з програми підтримки спортсменів і їх сімей Johnson & Johnson.
СМІ в Австралії Мітчема охрестили першим австралійцем на Олімпійських іграх як відкритого гея. Однак Метью Хелм австралійський дайвер, який виграв срібну та бронзову медалі на літніх Олімпійських Іграх 2004, публічно оголосив, що він гей до початку Олімпіади.
Інші відомі австралійські гей-олімпійці включаючи: Джі Уоллеса, який брав участь на літніх Олімпійських Іграх 2000 року і завоював срібну медаль в стрибках на батуті, однак, він здійснив камінг-аут після Ігор, а також Ян Торп, австралійський плавець, п'ятиразовий Олімпійський чемпіон здійснив камінг-аут аж 2014 році.
У 2009 році був Командуючим (англ. Grand Marshal) Сіднейського Марді Гра Фестивалю.
У листопаді 2012 року Метью опублікував автобіографію під назвою англ. Twists and Turns. Ця книга, спочатку, була доступна тільки в друкованому вигляді в Австралії, а як електронна книга на міжнародному рівні, і в м'якій обкладинці версія була випущена 2 липня 2013 року.
У квітні 2013 році Мітчем став суддею на австралійському дайвінг-шоу Сплеск! (аналогом в Україні є шоу Вишка, на ряду з Грегом Луганісом та Алісою Каплін.